# Fergusonia
Fergusonia là một chi thực vật có hoa trong họ Thiến thảo (Rubiaceae).

## Loài
Chi Fergusonia gồm các loài: